# Carinacader
Carinacader is een geslacht van wantsen uit de familie van de Tingidae (Netwantsen). Het geslacht werd voor het eerst wetenschappelijk beschreven door Knudson in 2018.

## Soorten
Het genus bevat de volgende soorten:

- Carinacader adelphi Knudson, 2020
- Carinacader huaorani Knudson, 2020
- Carinacader lewisi Knudson, 2018
- Carinacader minuta Knudson, 2018